# مير أباد (مباركة)
مير أباد هي قرية في مقاطعة مباركة، إيران. يقدر عدد سكانها بـ 293 نسمة بحسب إحصاء 2016.